# Nicola Docherty
Nicola Docherty (Falkirk, 23 agosto 1992) è una calciatrice britannica, difensore del Rangers e della nazionale scozzese.

## Carriera

### Nazionale
Docherty inizia ad essere convocata dalla federazione calcistica della Scozia (Scottish Football Association - SFA) per vestire la maglia della formazione Under-17 dal 2008, debuttando il 23 ottobre di quell'anno nell'incontro perso 2-0 sulle pari età della Svizzera in occasione delle qualificazioni all'edizione 2009 del campionato europeo di categoria organizzato dalla UEFA, incontro che pregiudica il passaggio del turno delle scozzesi.
Oltre a quello Docherty veste la maglia della U-17 in altre due occasioni prima di passare alla Under-19 impegnata nelle qualificazioni all'Europeo di Macedonia 2010 ottenendo questa volta la terza qualificazione al torneo nella storia della U-19 scozzese. L'avventura all'Europeo non va comunque oltre alla fase a gironi, perdendo i primi due incontri e riuscendo a pareggiare solo con l'Italia, anch'essa eliminata dal torneo. Rimasta in rosa anche per le qualificazioni a Italia 2011 gioca i tre incontri della prima fase, qualificandosi per la seconda, poi nei tre del Torneo di La Manga dove va a segno per la prima volta con la maglia della sua nazionale aprendo le marcature con la Norvegia nell'incontro poi pareggiato 2-2, quindi in due della seconda fase, dove va ancora a segno portando il risultato sul parziale di 2-1 con l'Austria nell'incontro poi pareggiato 3-3, con la Scozia non riuscire a qualificarsi per la fase finale. Tra il 2009 e il 2011 complessivamente Docherty colleziona 13 presenze siglando 2 reti.
Sempre nel 2011 fa il suo debutto con la maglia della nazionale maggiore, chiamata dal commissario tecnico Anna Signeul che la fa scendere in campo nell'amichevole del 18 maggio vinta per 7 a 2 con la Finlandia, sostituendo al 61' Rachael Small. Signeul le rinnova la fiducia convocandola, dopo alcune amichevoli, per l'edizione 2014 della Cyprus Cup, dove la sua nazionale perde ai tiri di rigore la finale per il terzo posto con la Corea del Sud, e di seguito alle qualificazioni per il Mondiale di Canada 2015, alle qualificazioni all'Europeo dei Paesi Bassi 2017 dove però non viene mai impiegata. Ottenuta la prima storica qualificazione a un Europeo per la Scozia, Signeul decide di escluderla dalla rosa definitiva annunciata il 27 giugno 2017..
La subentrata Shelley Kerr, tecnico della formazione scozzese dall'estate 2017, convoca Docherty in più occasioni nel corso delle qualificazioni al Mondiale di Francia 2019, dove la sua nazionale ottiene la storica qualificazione al suo primo Mondiale femminile, inserendola poi nella lista delle 23 calciatrici convocate redatta il 15 maggio 2019.

## Palmarès

### Club
- Campionato scozzese: 7

Glasgow City: 2012, 2013, 2014, 2015, 2016, 2017, 2018
- Scottish Women's Cup: 4

Glasgow City: 2012, 2013, 2014, 2015
- Scottish Women's League Cup: 4

Glasgow City: 2012, 2013, 2014, 2015

### Nazionale
- Pinatar Cup: 1

2020